# Magdalene Hoff
Magdalene Hoff (* 29. Dezember 1940 als Magdalene Allwicher in Hagen; † 28. März 2017) war eine deutsche Politikerin der SPD. Sie war von 1979 bis 2004 Abgeordnete im Europäischen Parlament für Deutschland.
Nach ihrem Studium zur Bauingenieurin wurde Hoff 1971 Mitglied der SPD. Für diese wurde sie 1975 in den Stadtrat der Stadt Hagen gewählt und gehörte ihm bis 1979 an. Von 1984 bis 1998 gehörte Hoff dem SPD-Parteivorstand an. Außerdem war sie ab 1988 stellvertretende Vorsitzende im SPD-Bezirk Westliches Westfalen. Für diesen SPD-Bezirk war Hoff von 1982 bis 1990 Bezirksvorsitzende der Arbeitsgemeinschaft Sozialdemokratischer Frauen (ASF).
Für die Fraktion der Sozialdemokratischen Partei Europas war Magdalene Hoff von 1979 bis 2004 Mitglied des Europäischen Parlaments. Von 1994 bis 1997 war sie erste stellvertretende Vorsitzende dieser Fraktion und von 1997 bis 1999 Vizepräsidentin des Europäischen Parlaments.